# Кольберг, Бенни
Бенни Кольберг (швед. Benny Kohlberg; 17 апреля 1954 года, Арвика) — шведский лыжник, олимпийский чемпион, призёр этапа Кубка мира.

## Карьера
В Кубке мира Кольберг дебютировал в 1982 году, тогда же единственный раз в карьере попал в тройку лучших на этапе Кубка мира. Кроме этого имеет на своём счету 3 попадания в десятку лучших на этапах Кубка мира. Лучшим достижением Кольберга в общем итоговом зачёте Кубка мира является 16-е место в сезоне 1981/82.
На Олимпийских играх 1980 года в Лейк-Плэсиде, занял 5-е место в эстафете, 13-е место в гонке на 30 км и 17-е место в гонке на 15 км.
На Олимпийских играх 1984 года в Сараево, завоевал золото в эстафете, кроме того был 19-м в гонке на 15 км классикой.